# Secteur d'activité du logiciel
Le secteur du logiciel, en anglais (en) software industry, est un secteur économique de service incluant principalement des entreprises réalisant le développement, la maintenance et la publication de logiciels. D'autres services tels que la formation, la documentation, la consultation et la récupération de données y sont liés et inclus.
Les modèles d'affaires associés sont la vente de licences d'utilisation, la sous-traitance et la maintenance, sur place ou à distance.

## Histoire

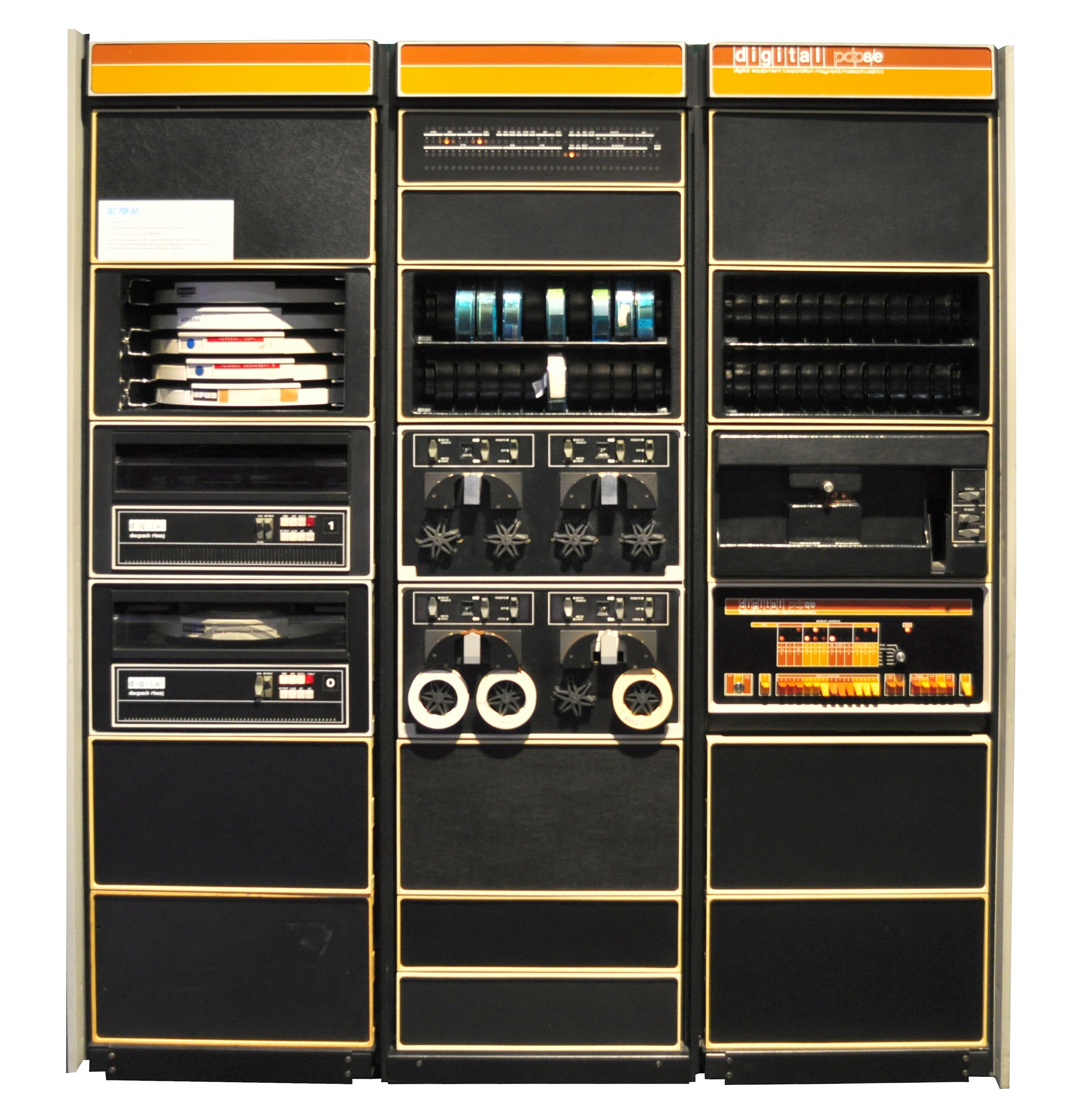
Face avant du PDP-8, vendu par la société DEC à partir de 1965. Ce mini-ordinateur symbolise la production de masse des équipements informatiques. Leur abordabilité croissante a favorisé l'émergence concomitante d'un secteur d'activité du logiciel.

Évolution des prix à la fermeture de l'indice NASDAQ-100 entre octobre 1985 et avril 2015. Un grand nombre d'entreprises du secteur y sont représentées. Le pic et le krach centraux correspondent à la bulle Internet et à son éclatement en 2000.

Avant l'apparition d'entreprises dédiées à la programmation, les ordinateurs étaient programmés soit par les clients, soit par les vendeurs de matériel informatique de l'époque, comme UNIVAC et IBM. La première société créée pour fournir des produits logiciels et des services a été la Computer Usage Company en 1955.

### Naissance d'un marché
Le secteur d'activité du logiciel s'est développé au début des années 1960, soit presque immédiatement après le début de la production de masse des ordinateurs. Les universités, les gouvernements et les clients privés ont alors créé une demande pour les logiciels. Beaucoup de ces programmes étaient écrits en interne par des programmeurs employés à temps plein. Certains étaient distribués librement et gratuitement entre les utilisateurs d'un même type d'ordinateur, pré-figurant les logiciels (en) freeware, (en) open source et libres.
D'autres logiciels étaient quant à eux développés dans un objectif commercial. Des entreprises telles que la Computer Sciences Corporation (fondée en 1959) ont commencé à croître. D'autres entreprises de logiciels influentes ou typiques de ce secteur ont été créées au début des années 1960, comme par exemple Advanced Computer Techniques, Automatic Data Processing, Applied Data Research, et Informatics General,. Les fabricants de matériel informatique commencèrent à inclure dans leurs ventes les systèmes d'exploitation, logiciels systèmes et environnements de programmation compatibles avec leurs machines.
En lançant des gammes de micro-ordinateurs à un prix relativement faible (la gamme des PDP inaugurée avec le PDP-1, notamment), Digital Equipment Corporation (DEC) a mis l'informatique à la portée de beaucoup plus d'entreprises et d'universités à travers le monde, engendrant de grandes innovations en termes de nouveaux langages de programmation et de méthodologies[Lesquelles ?]. De nouveaux logiciels furent produits pour ces micro-ordinateurs, de sorte que les autres fabricants ont rapidement suivi l'exemple de DEC, comme IBM avec son IBM as/400.

### Essor
Le secteur connaît un essor considérable avec l'avènement de l'ordinateur personnel (« PC ») au milieu des années 1970. Pour la première fois, les travailleurs de bureau peuvent utiliser des ordinateurs. Les années suivantes voient croître le marché des jeux, comme celui des applications et des utilitaires. DOS, le premier système d'exploitation édité par Microsoft, est le système dominant de l'époque.

### Les fusions et les acquisitions
Le secteur du logiciel est soumis à une forte concentration entre 1995 et 2020. Entre 1995 et 2018, autour de 37 039 fusions et acquisitions sont annoncées pour une valeur totale connue de 1 166 milliards de dollars. Le pic des transactions (en nombre et en valeur) est atteint en 2000 lors de l'avènement de la bulle internet avec 2 674 transactions évaluées à 105 milliards de dollars[réf. nécessaire]. En 2017, 2 547 transactions d'une valeur totale de 111 milliards de dollars sont annoncées[réf. nécessaire].

## Topologie du secteur

### Poids
Selon l'analyste de l'industrie Gartner, le poids de ce secteur au niveau mondial en 2013 était de 407,3 milliards de dollars, soit une augmentation de 4,8 % par rapport à 2012. Comme les années précédentes, les quatre plus grands fournisseurs de logiciels étaient Microsoft, Oracle Corporation, IBM et SAP. La société d'études de marché Gartner estime le marché global pour les dépenses informatiques en 2024 à 3,73 billions de dollars. Si on inclut les services de télécommunications, elles atteindront 5,26 billions de dollars.

#### En France
En 2018, Syntec Numérique estime le poids du secteur de l’édition logicielle, des services informatiques et du conseil en technologies à 56,3 milliards d'euros avec une part de 21 % pour l'édition de logiciels.

### Modèles d'affaires
Les modèles d'affaires des entreprises du logiciel ont été largement discutés[Comment ?],. Les effets de réseau dans les écosystèmes logiciels, les réseaux d'entreprises participent à la stratégie des entreprises de logiciel.

#### Incidence du logiciel libre
Le logiciel libre, par nature sans valeur marchande, cohabite avec les modèles à valeur ajoutée propres à chaque branche ou entreprise[réf. souhaitée]. Il serait perçu par ces dernières comme « levier d'innovation » et « un modèle permettant de mutualiser et réduire les coûts de développement ». La filière du logiciel libre pèserait 4,46 milliards € en 2017 en France.

#### Modèle du service hébergé
Les premières années du 21e siècle ont vu le modèle du logiciel hébergé enfin émerger, il est aussi appelé (en) software-as-a-service. Cette approche réduit les risques au sujet de la copie non autorisée : les logiciels propriétaires chargés et exécutés sur le PC de l'utilisateur final sont plus facilement contrefaits[réf. souhaitée]. L'utilisation de ces logiciels hébergés n'étant possible que par le Web, le distributeur (qui dans ce modèle est souvent l'éditeur) contrôle l'accès des clients au produit, et collecte d'autant plus efficacement les redevances et abonnements[réf. souhaitée].
Ce modèle a été décliné pour d'autres services informatiques :
- le bureau en tant que service : (en) Daas
- les données en tant que service : (en) Daas
- la plate-forme en tant que service : (en) Paas
- l'infrastructure en tant que service : (en) Iaas
- les statistiques en tant que service : (en) l'Aaas[15]

Il s'est aussi étendu à des services non informatiques, avec une forte automatisation des processus commercial et relationnel. Ce phénomène de transformation, voire de conquête[Interprétation personnelle ?], d'autres secteurs économiques par celui du logiciel est appelé ubérisation, en référence à l'entreprise précurseur de la mobilité en tant que service ((en) Maas) et/ou[pas clair] de la mobilité partagée[réf. nécessaire].